# Le Gendarme se marie
Le Gendarme se marie is een Franse komische film uit 1968 met Louis de Funès in de hoofdrol, geregisseerd door Jean Girault. De film heeft als Nederlandse titel De gendarme op vrijersvoeten. Het is de derde van de in totaal zes 'Le Gendarme'-films.

## Verhaal
Tijdens de zomer opent de gendarme van Saint-Tropez de jacht op wegpiraten. Ludovic Cruchot (gespeeld door De Funès) neemt enthousiast deel aan de jacht. Als hij een auto achtervolgt begaat hij verkeersovertredingen. Per toeval vindt Cruchot de wegpiraat weer en het blijkt de weduwe (gespeeld door Claude Gensac) te zijn van een kolonel van de Franse rijkswachtbrigade. Cruchot is meteen verliefd. Zij motiveert hem om promotie te maken. Uiteindelijk, nadat De Funès haar redt nadat ze door een gangster was gekidnapt, treden ze in het huwelijk.

## Rolverdeling
| Acteur            | Personage          |
| ----------------- | ------------------ |
| Louis de Funès    | Ludovic Cruchot    |
| Geneviève Grad    | Nicole Cruchot     |
| Michel Galabru    | Jérôme Gerber      |
| Christian Marin   | Albert Merlot      |
| Jean Lefebvre     | Lucien Fougasse    |
| Guy Grosso        | Tricard            |
| Michel Modo       | Berlicot           |
| Claude Gensac     | Josépha Lefrançois |
| Yves Vincent      | Kolonel            |
| Maurizio Bonuglia | vriend van Nicole  |
| Nicole Vervil     | mevrouw Gerber     |